# Суверенні території Іспанії

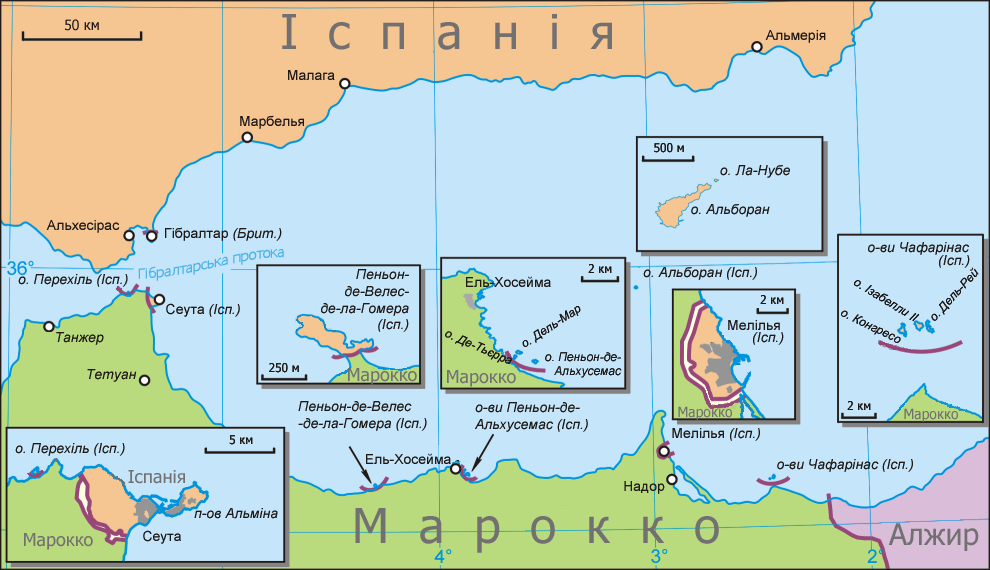
Іспанські суверенні території у Північній Африці.

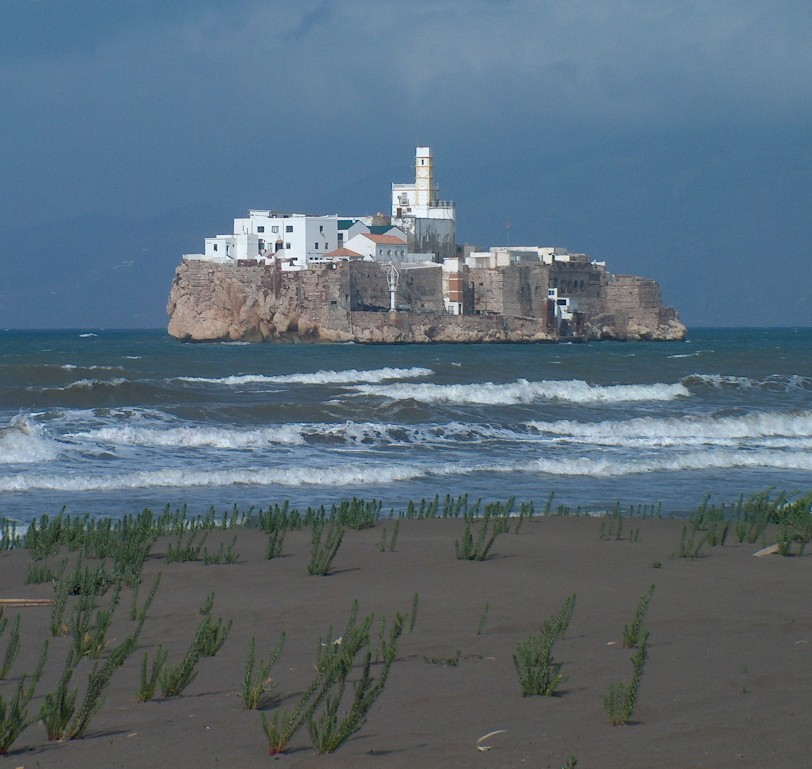
Острів Пеньйон-де-Алусемас, вид з марокканського берега.

Суверенні території Іспанії (ісп. Plazas de soberanía — дослівно «місця суверенітету») — збірна назва володінь Іспанії у Північній Африці. Цей термін повинен був підкреслити належність цих територій до Іспанії на відміну від решти території Іспанського Марокко, над яким вона здійснювала протекторат. Протекторат скінчився у 1956 році, коли була проголошена незалежність Марокко, і зараз терміном «plazas de soberanía» називаються території, над котрими Іспанія зберегла контроль.
Існує п'ять «фортець суверенітету»: дві великі (ісп. plazas mayores) — Сеута і Мелілья, і три дрібні (ісп. plazas menores) — острови Чафарінас, острови Алусемас і Пеньйон-де-Велес-де-ла-Гомера (початково також острів, але зараз внаслідок дії морських течій з'єднаний з континентом піщаною косою).
Острів Перехіль, що був об'єктом іспансько-марокканської кризи у 2002 році, останнім часом вважається шостою «фортецею суверенітету», але у точному значенні слова він не є справжньою «фортецею», тому що на ньому не розташовано жодного іспанського військового — це скоріше «нічия земля», нейтральна територія.
«Великі фортеці», Сеута і Мелілья, зараз мають статус автономних міст і користуються ширшими правами у внутрішніх справах, ніж звичайні міські ради, але не такими широкими, як автономні області, які є складовими частинами іспанської федеративної держави. Таким чином, термін «фортеця суверенітету» стосовно цих двох міст є зараз дещо застарілим.
«Дрібні фортеці» — це крихітні острівці, розташовані у безпосередній близькості від марокканського узбережжя. Вони не мають постійного громадянського населення і керуються безпосередньо мадридськім урядом. На всіх них розташовані невеликі гарнізони іспанських військових.
«Фортеці суверенітету», оскільки вони є частиною Іспанії, входять до складу Євросоюзу, на їх території діють іспанські і європейські закони і ходить валюта євро.
Сумарне населення цих територій налічує 145336 осіб; ця кількість ділиться приблизно навпіл між Сеутою і Мелільєю, хоча Сеута трохи більша за населенням.
«Фортецями суверенітету» Іспанія володіє починаючи з XIV–XV сторіччя, і тому, коли вона скасувала свій протекторат на півночі Марокко і визнала марокканську незалежність, вона не повернула Марокко ці території, вважаючи їх частиною самої Іспанії, а не протекторату. До того ж, «дрібні фортеці» не були окремо згадані в договорі про марокканську незалежність, що дало Іспанії додаткову формальну підставу не повертати їх.
Марокко не визнає іспанського суверенітету над цими територіями.